# Ángel María Cortellini
Ángel María Cortellini (Cadice, 1819 – post. 1887) è stato un pittore italiano.
Figlio di un piemontese e una nativa di Cadice.
Cominciò le lezioni di disegno da molto piccolo e dopo è stato discepolo di Joaquín Domínguez Bécquer. A 17 anni viaggiò in Italia (Torino, Milano e Genova). Dopo due anni ritornò a Siviglia per continuare la sua formazione.
Nel 1847 si trasferisce a Madrid. È nominato Pittore Reale e realizzò i ritratti della regina Isabel II e il suo marito Francisco de Asís de Borbón. Nel 1866 riceve la medaglia d'oro de la Mostra Nazionale grazie alla sua opera Ritratto di signora. Lo stesso premio riceve nel 1871 per La battaglia di Rad-Was.
Alcune delle sue opere si trovano nel Museo Carmen Thyssen di Malaga, come El cante de la moza. Escana de taberna (1846) oppure No más vino. Escena de taberna (1847). Osserviamo che le scene di taberne è molto utilizzata dai pittori costumbristi, anche quelle di tauromachia.

## Galleria d'immagini

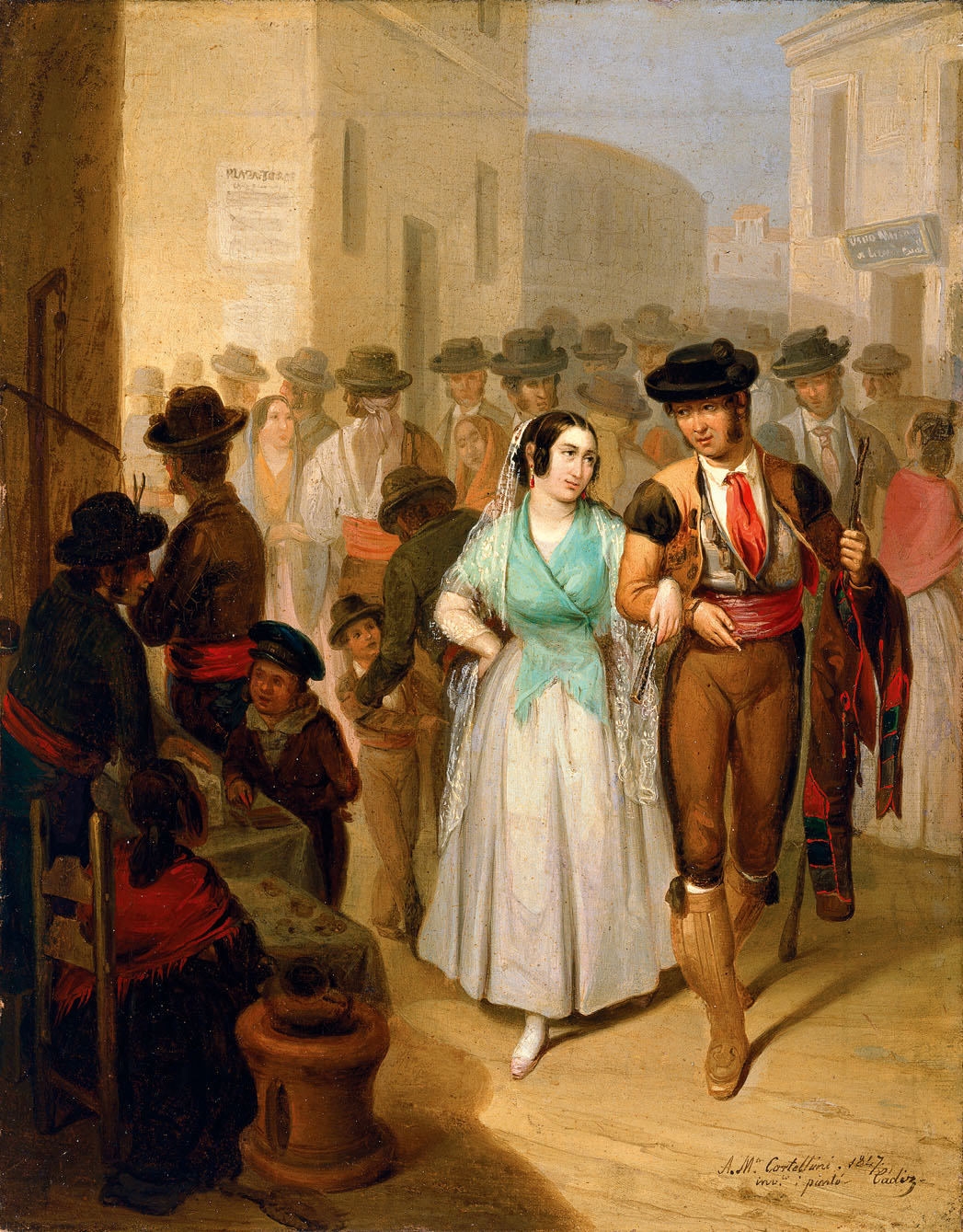
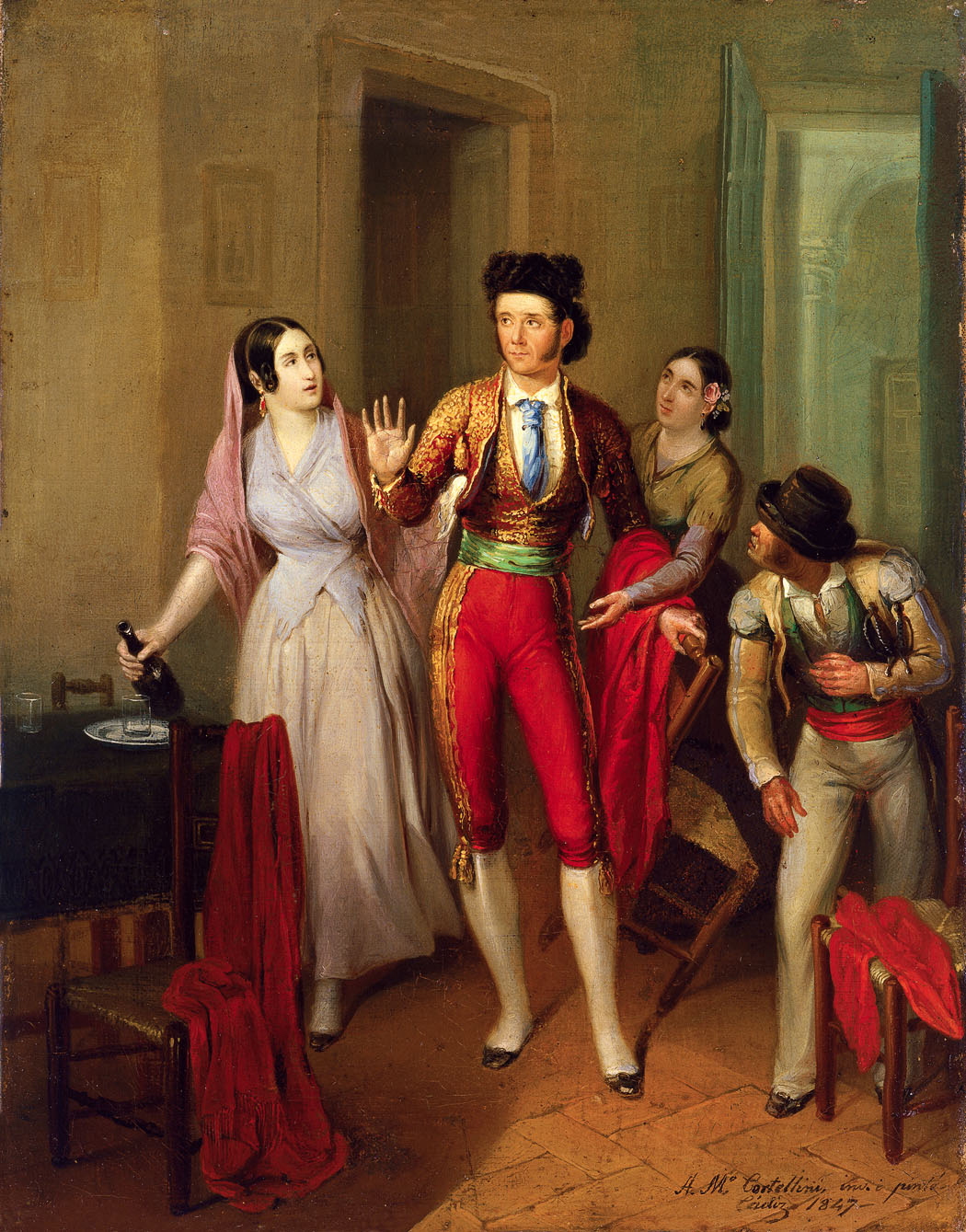
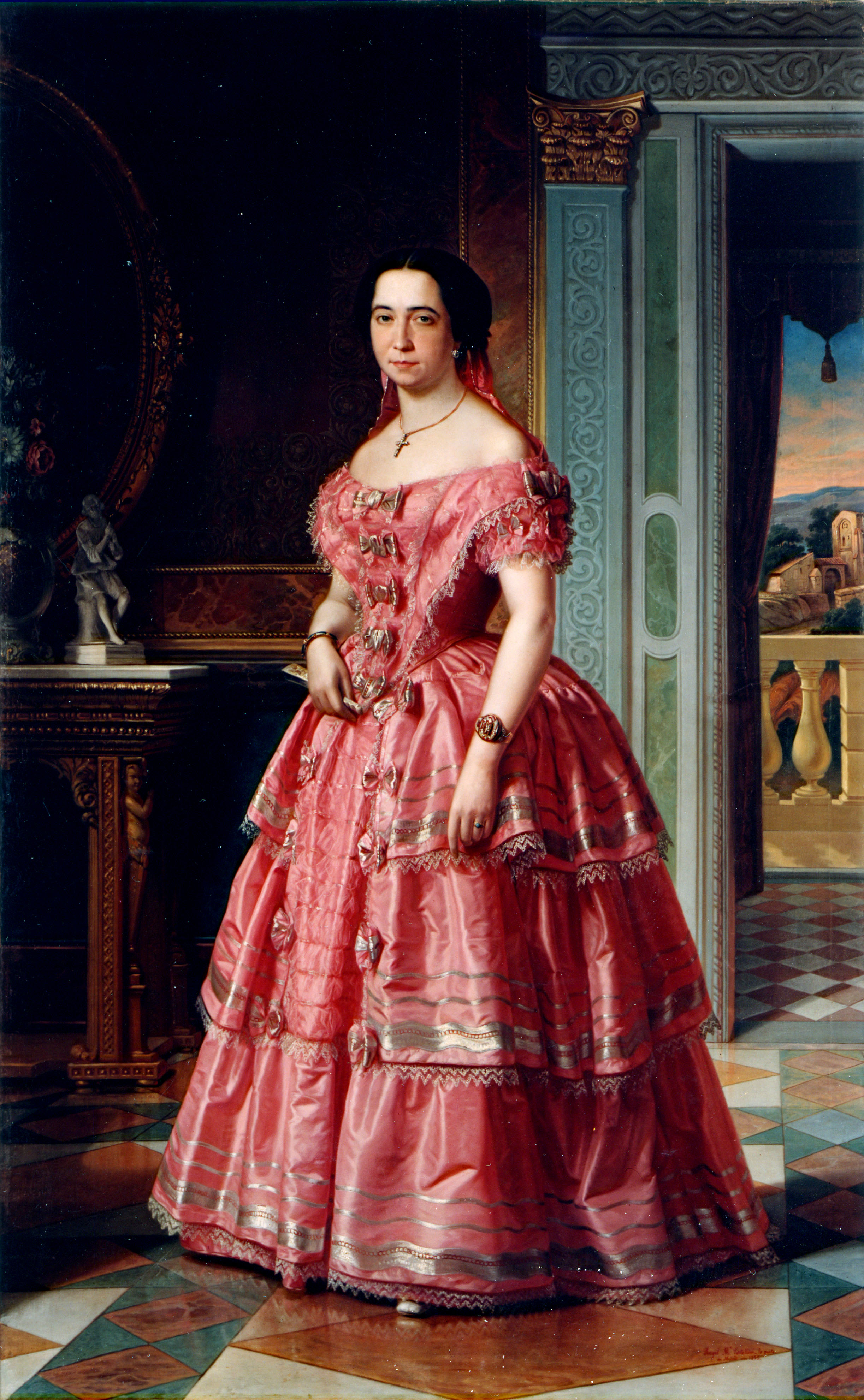
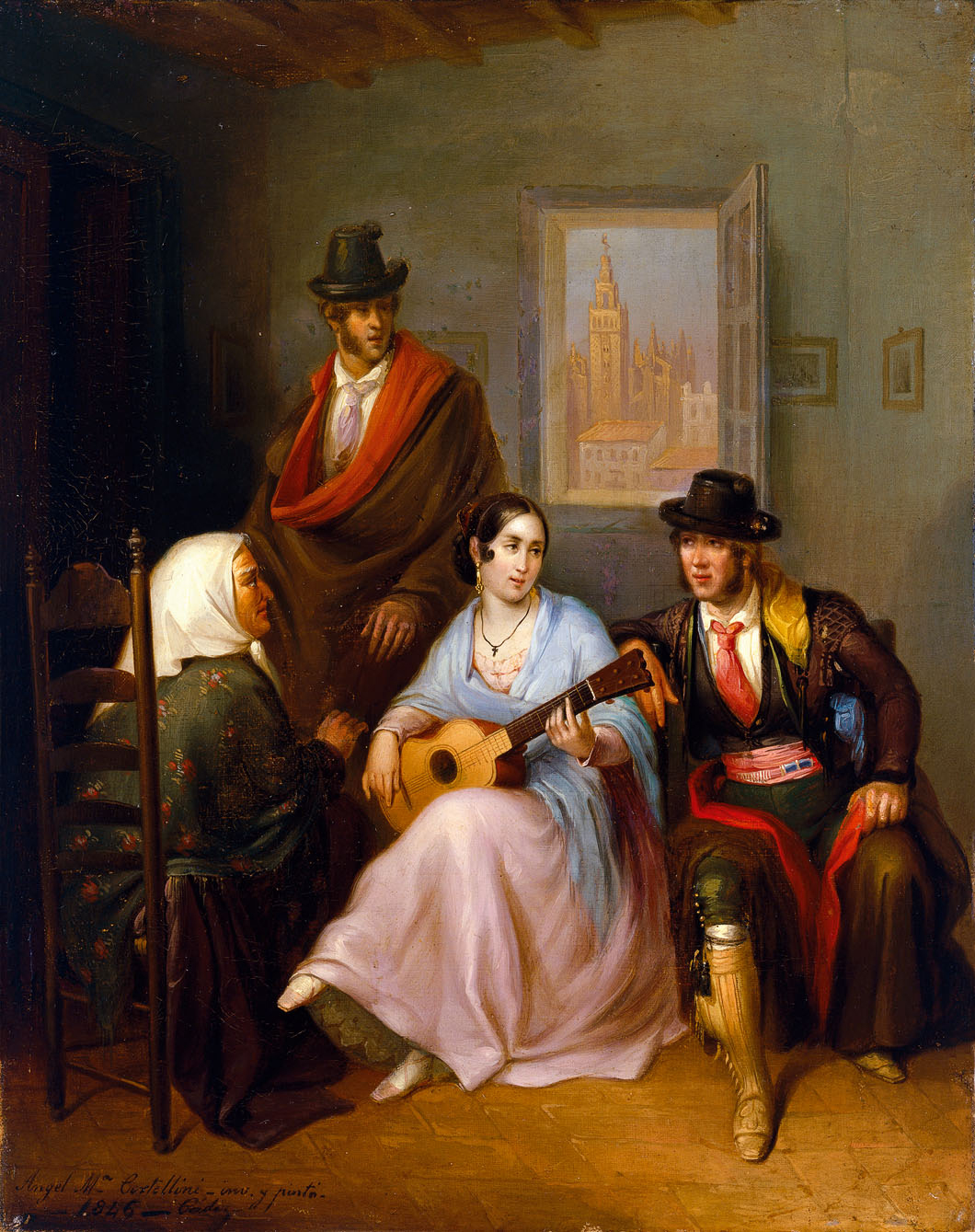
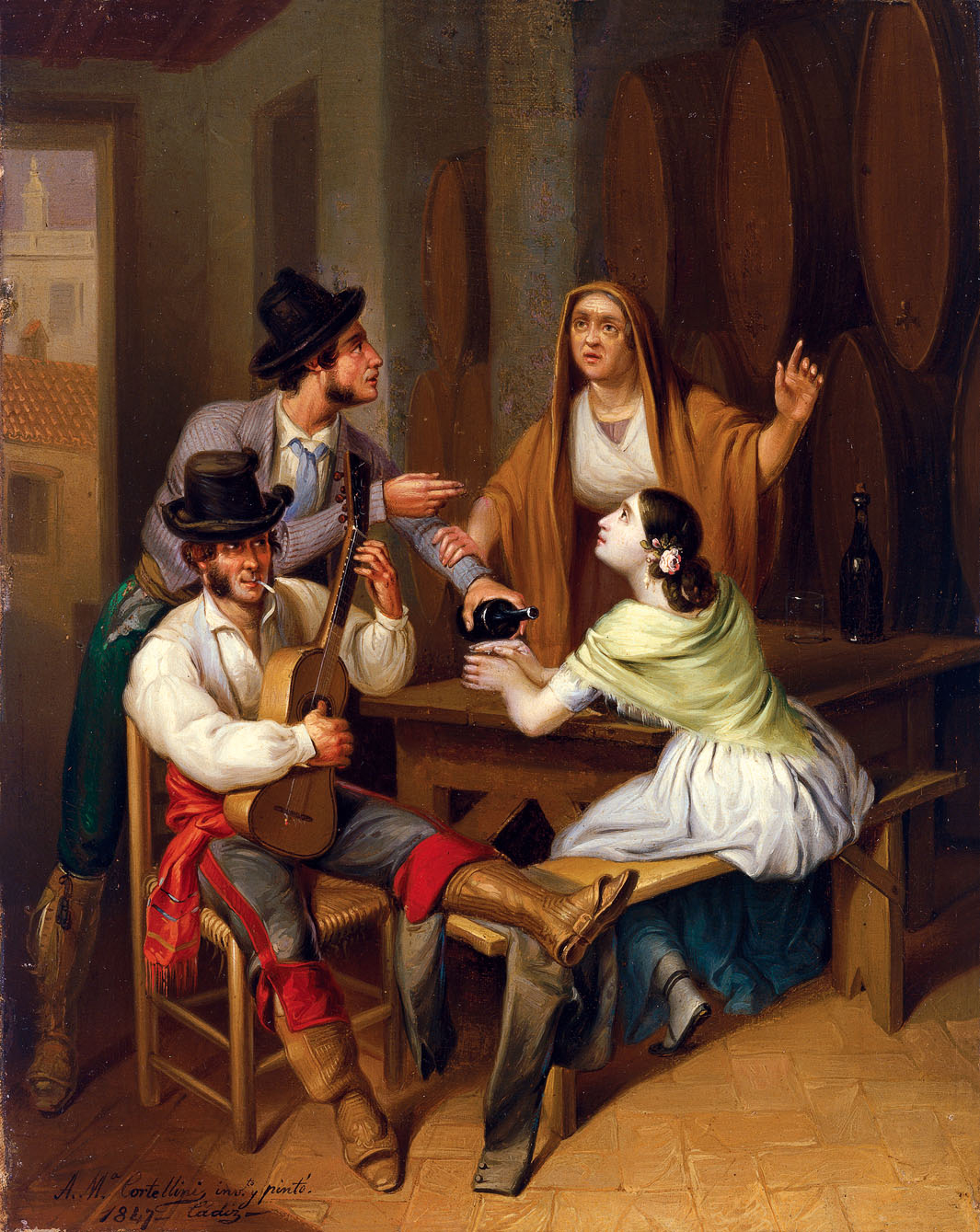
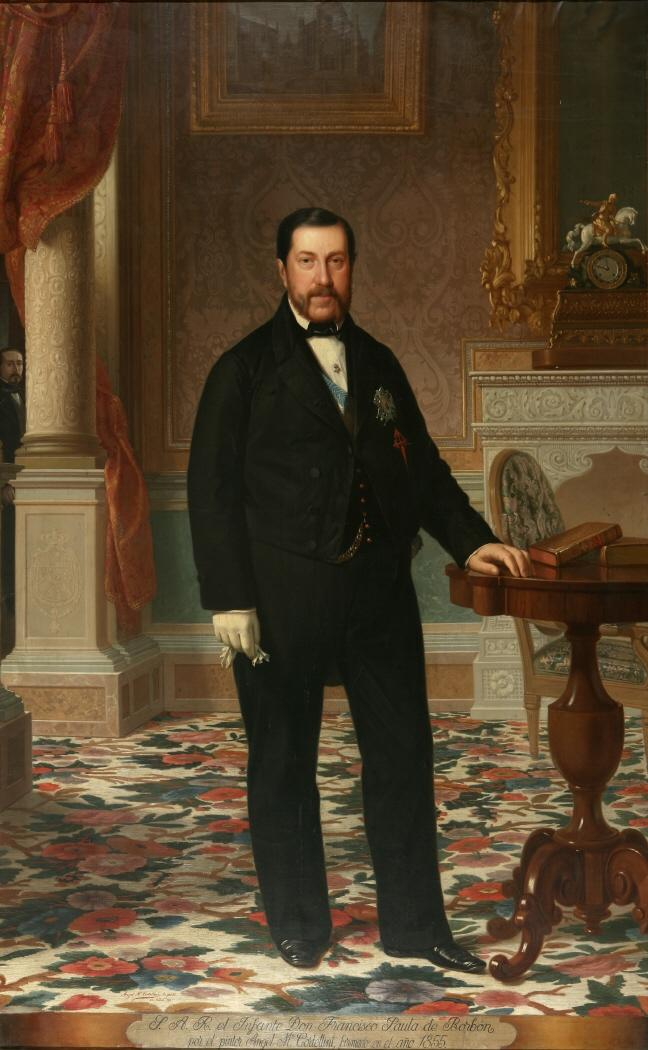
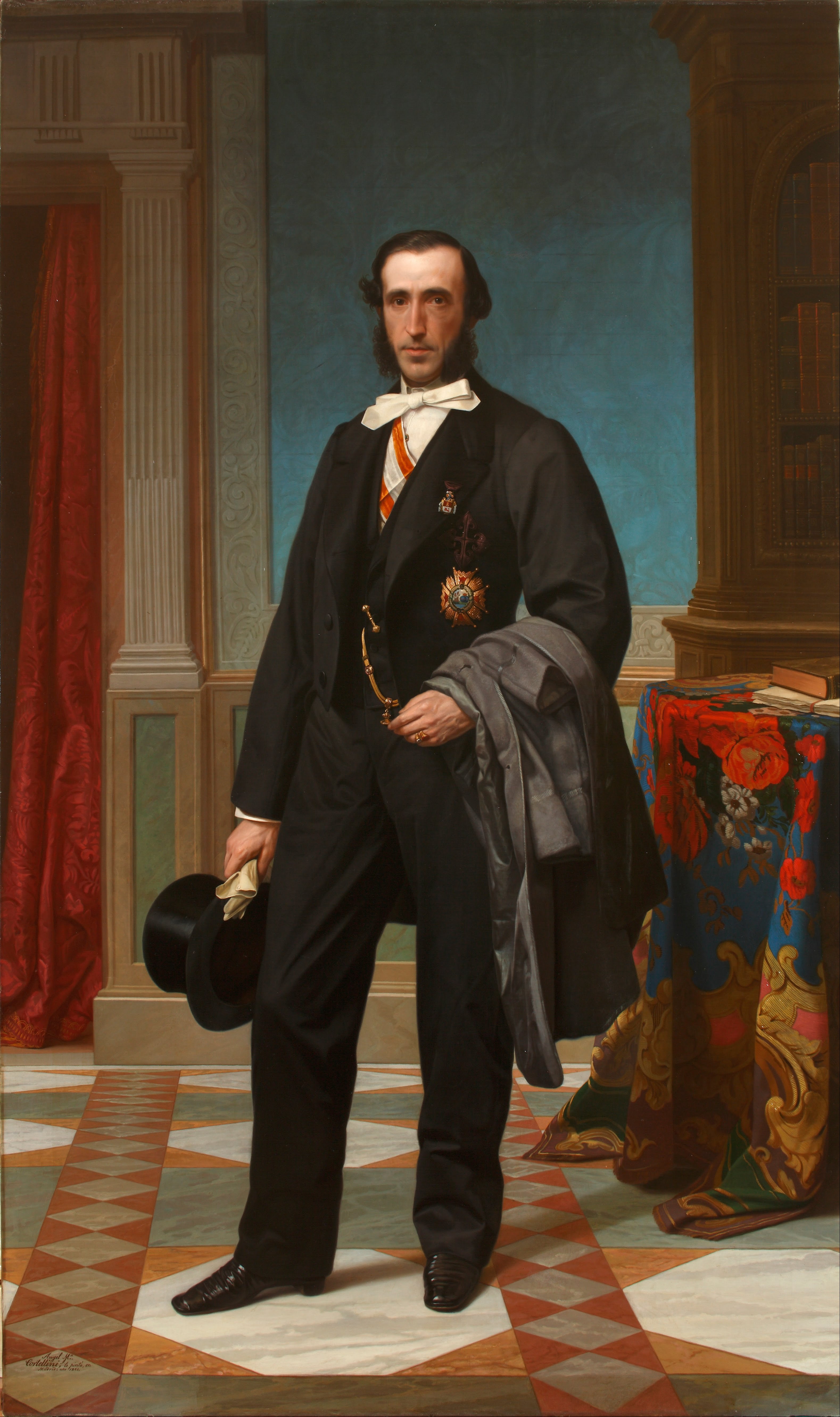